# Калмыцкий государственный университет
Калмыцкий государственный университет имени Б. Б. Городовикова — высшее учебное заведение в Республике Калмыкия. В апреле 2017 года стал одним из региональных опорных университетов.
Первый корпус университета (1932) — одно из нескольких сохранившихся в Элисте зданий довоенной постройки, является объектом культурного наследия федерального значения.

## История
Университет был образован в 1970 году на базе Калмыцкого педагогического института. В 1971 году началось строительство комплекса зданий. В 1975 году состоялся первый выпуск.
В 1991 году были созданы:
- межотраслевой центр переподготовки и повышения квалификации специалистов народного хозяйства;
- аспирантура.

В 1992 году был создан Центр возрождения и развития калмыцкого языка и литературы.
В 2000 году Калмыцкий государственный университет награждён Почетной грамотой Президента Республики Калмыкия в связи с 30-летием вуза.
В состав университета входят 10 факультетов и Институт калмыцкой филологии и востоковедения. Осуществляется подготовка студентов по 22 специальностям высшего профессионального образования, по 20 направлениям бакалавриата, 13 направлениям магистратуры и по 18 специальностям среднего профессионального образования.
КалмГУ имеет 7 учебных корпусов в г. Элиста, Башантинский колледж (филиал). Университет располагает 12 научно-образовательными центрами, научной библиотекой, научно-исследовательскими лабораториями.
Университет сотрудничает с вузами стран Азии, Европы и Америки. КалмГУ — организатор и член международной Ассоциации государственных университетов Прикаспийских стран, объединяющий 46 университетов и НИИ России, Казахстана, Азербайджана, Туркмении, Ирана.
В КалмГУ обучается более 500 иностранных студентов, Таджикистан, Туркменистан, Узбекистан, Шри-Ланка и др.

## Структура
- Аграрный факультет
  - Кафедра агрономии
  - Кафедра зоотехнии
  - Кафедра аграрных технологий и переработки сельскохозяйственной продукции
- Гуманитарный факультет
  - Кафедра всеобщей истории
  - Кафедра истории России
  - Кафедра русского языка и общего языкознания
  - Кафедра русской и зарубежной литературы
  - Кафедра иностранных языков и общей лингвистики
  - Кафедра германской филологии
- ИНСТИТУТ КАЛМЫЦКОЙ ФИЛОЛОГИИ И ВОСТОКОВЕДЕНИЯ (директор — Лиджиев М. А.)
  - Кафедра калмыцкого языка и монголистики
  - Кафедра калмыцкой литературы и журналистики
  - Кафедра иностранных языков, межкультурной коммуникации и регионоведения
  - Кафедра философии и культурологии
- ИНЖЕНЕРНО-ТЕХНОЛОГИЧЕСКИЙ ФАКУЛЬТЕТ
  - Кафедра агроинженерии
  - Кафедра природообустройства и охраны окружающей среды
  - Кафедра промышленного и гражданского строительства
- ФАКУЛЬТЕТ МАТЕМАТИКИ, ФИЗИКИ И ИНФОРМАЦИОННЫХ ТЕХНОЛОГИЙ
  - Кафедра алгебры и анализа
  - Кафедра математики и информационных технологий
  - Кафедра теоретической физики
  - Кафедра экспериментальной и общей физики
- ФАКУЛЬТЕТ СРЕДНЕГО ПРОФЕССИОНАЛЬНОГО ОБРАЗОВАНИЯ
  - Общетехническое отделение
  - Педагогическое отделение
  - Социально-экономическое отделение
- ФАКУЛЬТЕТ ПЕДАГОГИЧЕСКОГО ОБРАЗОВАНИЯ И БИОЛОГИИ
  - Кафедра химии
  - Кафедра общей биологии и физиологии
  - Кафедра ботаники и зоологии
  - Кафедра физического воспитания и медико-биологических дисциплин
  - Кафедра физической культуры
  - Кафедра психологии
  - Кафедра педагогики
- ФАКУЛЬТЕТ УПРАВЛЕНИЯ И ПРАВА
  - Кафедра государственного и муниципального управления и права
  - Кафедра гражданского процесса и права
  - Кафедра уголовного права и процесса
  - Кафедра теории государства и права
- ЭКОНОМИЧЕСКИЙ ФАКУЛЬТЕТ
  - Кафедра экономики и управления на предприятии
  - Кафедра менеджмента
  - Кафедра экономической безопасности, учёта и финансов
- ФАКУЛЬТЕТ ДОВУЗОВСКОЙ ПОДГОТОВКИ И ОБУЧЕНИЯ ИНОСТРАННЫХ ГРАЖДАН
  - Кафедра русского языка как иностранного и обучения иностранных граждан
- ФАКУЛЬТЕТ ДОПОЛНИТЕЛЬНОГО ПРОФЕССИОНАЛЬНОГО ОБРАЗОВАНИЯ

## Ректоры
- Орлов, Джал Дарбакович.
- Борликов Герман Манджиевич (с 1990 до 2011 года) — доктор педагогических наук, профессор, Заслуженный работник высшей школы Российской Федерации.
- Салаев Бадма Катинович (с 21 января 2011 года) — кандидат педагогических наук, заслуженный работник народного хозяйства Республики Калмыкия.

## Известные преподаватели
- Бадмаев, Бата Бадмаевич — первый руководитель Калмыцкого педагогического института, завкафедрой калмыцкого языка и литературы КалмГУ.
- Биткеев, Николай Цеденович — учёный-востоковед, фольклорист, литературовед, с 1996 г. преподавал в университете.
- Рассадин, Валентин Иванович — доктор филологических наук, профессор, академик РАЕН, Заслуженный деятель науки РФ, Бурятской АССР, Республики Калмыкия.
- Цуцкин, Евгений Васильевич — кандидат географических наук, в 1974—1980 гг. ассистент кафедры истории СССР, заместитель декана историко-филологического факультета.
- Эрдниев, Пюрвя Мучкаевич — педагог, математик-методист, академик Российской академии образования (1989), заслуженный деятель науки РСФСР, почётный гражданин Республики Калмыкия.

## Почётные профессора
- Далай-лама XIV
- Патриарх Московский и всея Руси Алексий II
- народный поэт Калмыкии Д. Н. Кугультинов
- скульптор Э. И. Неизвестный
- Декан факультета политологии МГУ А. Ю. Шутов[4]